# Clemens af Alexandria
Titus Flavius Clemens, bedre kendt som Clemens af Alexandria, (født ca. 150 i Athen; død ca. 215 i Alexandria) var en græsk kristen teolog, underviser og apologet med et stort forfatterskab. Han betragtes som en helgen og kirkefader.
I sin ungdom rejste Clemens rundt i Middelhavsområdet for at finde en højere mening og bekendte sig til flere religioner, men i Alexandria, som dengang var det østlige Middelhavsområdes intellektuelle hovedstad, blev han, under indflydelse af teologen Pantaenus, omvendt til kristendommen. Omkring 180 blev Clemens selv leder af Pantaenus' skole og fik bl.a. Origenes som elev. Under kejser Septimius Severus' kristenforfølgelser i 202-203 måtte Clemens søge tilflugt hos biskop Alexander i Kappadokien.
Clemens' betydning ligger i hans forsøg på at forene datidens filosofi med kristen tænkning. Hans vigtigste værker udgør hans store trilogi: Protreptikos pros Ellenas ("Tilskyndelse til grækerne"), Paidagogos ("Pædagogen" eller "Underviseren") og Stromateis ("Strøtanker"). I disse værker forsøgte han at lave en skriftlig fremstilling af kristendommen og dens moral i den traditionelle, verdslige græske litteraturs form.
Han blev helligkåret med mindedag 4. december, men kanoniseringen blev i 1748 annulleret af pave Benedikt 14., da man ved meget lidt om Clemens' liv, og hans skrifter giver anledning til tvivl.
Et brev fra Klemens er den eneste kilde til det hemmelige Markusevangelium.